# Sant'Angelo di Piove di Sacco
Sant'Angelo di Piove di Sacco is een gemeente in de Italiaanse provincie Padua (regio Veneto) en telt 7283  inwoners (2021). De oppervlakte bedraagt 14,0 km², de bevolkingsdichtheid is 499 inwoners per km².
De volgende frazioni maken deel uit van de gemeente: Vigorovea, Celeseo.

## Demografie
Sant'Angelo di Piove di Sacco telt ongeveer 2554 huishoudens. Het aantal inwoners steeg in de periode 1991-2001 met 11,0% volgens cijfers uit de tienjaarlijkse volkstellingen van ISTAT.
| Jaar | Inwoneraantal |
| ---- | ------------- |
| 1991 | 6007          |
| 2001 | 6665          |

## Geografie
De gemeente ligt op ongeveer 8 m boven zeeniveau.
Sant'Angelo di Piove di Sacco grenst aan de volgende gemeenten: Brugine, Campolongo Maggiore (VE), Fossò (VE), Legnaro, Piove di Sacco, Saonara, Vigonovo (VE).

## Bekende personen uit Sant'Angelo
- Marco Tasca, OFMConv, Aartsbisschop van Genua

Abano Terme · Agna · Albignasego · Anguillara Veneta · Arquà Petrarca · Arre · Arzergrande · Bagnoli di Sopra · Baone · Barbona · Battaglia Terme · Boara Pisani · Borgoricco · Bovolenta · Brugine · Cadoneghe · Campo San Martino · Campodarsego · Campodoro · Camposampiero · Candiana · Carceri · Carmignano di Brenta · Cartura · Casale di Scodosia · Casalserugo · Castelbaldo · Cervarese Santa Croce · Cinto Euganeo · Cittadella · Codevigo · Conselve · Correzzola · Curtarolo · Due Carrare · Este · Fontaniva · Galliera Veneta · Galzignano Terme · Gazzo · Granze · Legnaro · Limena · Loreggia · Lozzo Atestino · Maserà di Padova · Masi · Massanzago · Megliadino San Fidenzio · Megliadino San Vitale · Merlara · Mestrino · Monselice · Montagnana · Montegrotto Terme · Noventa Padovana · Ospedaletto Euganeo · Padua · Pernumia · Piacenza d'Adige · Piazzola sul Brenta · Piombino Dese · Piove di Sacco · Polverara · Ponso · Ponte San Nicolò · Pontelongo · Pozzonovo · Rovolon · Rubano · Saccolongo · Saletto · San Giorgio delle Pertiche · San Giorgio in Bosco · San Martino di Lupari · San Pietro Viminario · San Pietro in Gu · Sant'Angelo di Piove di Sacco · Sant'Elena · Sant'Urbano · Santa Giustina in Colle · Santa Margherita d'Adige · Saonara · Selvazzano Dentro · Solesino · Grantorto · Stanghella · Teolo · Terrassa Padovana · Tombolo · Torreglia · Trebaseleghe · Tribano · Urbana · Veggiano · Vescovana · Vighizzolo d'Este · Vigodarzere · Vigonza · Villa Estense · Villa del Conte · Villafranca Padovana · Villanova di Camposampiero · Vo
1. ↑  https://demo.istat.it/?l=it.